# Al-Ahed Sport Club
O Al-Ahed Sport Club (em árabe: نادي العهد الرياضي; trad. lit. "Clube Esportivo da Aliança") é um clube de futebol com sede em Beirute, Líbano, que compete na Primeira Liga do Líbano. O clube foi fundado em 1964 como Al-Ahed Al-Jadeed, iniciando na Terceira Divisão, antes de chegar pela primeira vez na Primeira Liga do Líbano em 1996.
Apelidado de "O Castelo Amarelo" (árabe: القلعة الصفراء‎), o Al-Ahed conquistou um título da Copa da AFC, sete títulos da Primeira Liga, seis títulos da Copa, oito títulos da Super Copa, cinco títulos da Copa Elite e um título da Copa da Federação. Eles conquistaram seu primeiro título da Liga em 2008. Num período entre 2008 e 2010, eles conseguiram o feito de manter uma invencibilidade de 44 jogos. Em 2011, o Al-Ahed conseguiu o feito de ser a primeira equipe a alcançar a tríplice e a quádrupla coroa nacional após conquistar a Liga, a Copa, a Super Copa e a Copa Elite na mesma temporada. Em 2019, o Al-Ahed tornou-se a primeira equipe do Líbano a conquistar a Copa da AFC, ao derrotar o clube norte-coreano April 25 na final.
O clube tem a maior parte do seu apoio concentrado na comunidade xiita do Líbano. Também possui laços com o grupo Hezbollah, e rivalidades com as equipes conterrâneas Nejmeh e Al-Ansar. O seu grupo de ultras, formado em 2018, é chamado de "Inferno Amarelo".

## História

### Início (1964-1989)
O Al-Ahed foi fundado em 1964 como Al-Ahed Al-Jadeed (árabe: العهد الجديد) em Dahieh, um subúrbio ao sul de Beirute. Sob a presidência de Mahieddine Anouti, o clube disputou a Terceira Divisão nacional. Durante os anos 70, o clube jogou em Msaytbeth, uma área de Beirute, sob o nome Al-Huda Islamic Club (árabe: نادي الهدى الإسلامي‎). No entando, o clube teve que parar suas atividades por causa da Guerra do Líbano de 1982.
Em 1984, Anouti, um ex-membro do Comitê de Árbitros e Curadores para assuntos do clube, obteve uma licença para o clube sob o nome de Nejmeh Al-Ahed Al-Jadeed (árabe: نادي نجمة العهد الجديد‎), mas só teve sua adesão à Federação Libanesa de Futebol aceita um ano depois, em 2 de maio de 1985; Mohamad Assi foi o escolhido pela administração do clube para ocupar a presidência. Na temporada de 1988-89, então disputando a segunda divisão, o clube se classificou para a partida de playoff contra o Al-Majdi. No entanto, a partida terminou em 1-1 e o clube acabou por não conseguir o acesso à Primeira Liga do Líbano.

### Primeira Liga do Líbano (1992-2005)
Em 1992, Abdo Saad chegou à presidência e mudou o nome do clube para Al-Ahed (árabe: العهد) já que os dirigentes do clube desejavam que o clube escolhesse um nome ligado ao Alcorão. Em 1996, Saad renunciou, ainda que o clube tivesse alcançado os play-offs de acesso da Segunda Divisão, e Amin Sherri foi escolhido para substituí-lo no cargo. Em 20 de dezembro de 1996, o Al-Ahed conseguiu subir à Primeira Liga do Líbano pela primeira vez em sua história. Após duas temporadas na Primeira Liga nacional, foi rebaixado à segunda divisão, mas conseguiu voltar à primeira divisão já na temporada seguinte.
Após a segunda subida do clube à Primeira Liga, Sherri renunciou à presidência do clube e foi substituído por Osama Al-Halabawi. Sob Al-Halabawi, o Al-Ahed alcançou a final da Copa do Líbano de 2001-02, a final da Copa Elite do Líbano de 2002 e o terceiro lugar na temporada 2002-03. Entre 2004 e 2005, o Al-Ahed conquistou duas Copas do Líbano, uma Copa da Federação e uma Super Copa.

### Sucesso doméstico e continental (2007-presente)
O clube conquistou seu primeiro título na temporada 2007-2008; após isso, conseguiu o feito de manter uma invencibilidade de 44 partidas na Primeira Liga libanesa, começando em 26 de outubro de 2008 e terminando dois anos depois, em 6 de novembro de 2010. Na temporada 2010-11, o Al-Ahed conquistou a Liga, a Copa, a Super Copa e a Copa Elite, se tornando o primeiro clube do Líbano a conquistar a tríplice e a quádrupla coroa.[carece de fontes?] Em 25 de junho de 2014, Tamim Sleimen foi escolhido para a presidência por decisão unânime da administração do clube, substituindo Osama Al-Halabawi, que havia renunciado por motivos pessoais. Em seu primeiro ano de mandato, Ahed conquistou a Primeira Liga de 2014-15, a quarta em sua história.
O clube então veio a conquistar três títulos consecutivos da liga, em 2016-17, 2017-18 e 2018-19, um feito que somente o Al-Ansar havia alcançado. O Al-Ahed derrotou o Al-Jazeera da Jordânia na Copa AFC de 2019 e alcançou a final da competição pela primeira vez. Eles se tornaram a terceira equipe do Líbano a chegar à final da Copa AFC; as duas primeiras foram Nejmeh, em 2005, e Safa, em 2008. Nessa final, no dia 4 de novembro e 2019, o Al-Ahed derrotou o clube norte-coreano April 25 por 1 a 0 graças a um cabeceio de Issah Yakubu, tornando-se a primeira equipe libanesa a vencer a competição. A equipe conquistou o torneio sem perder uma única partida; concedeu apenas três gols nos 11 jogos que disputou, e destes 11 jogos, não tomou nenhum gol nos cinco jogos das fases finais (quartas de final ida e volta, semifinais ida e volta e final). A equipe conquistou o Prêmio de Fair Play da competição, e o goleiro titular da equipe, Mehdi Khalil, conquistou o prêmio de Melhor Jogador.

## Estádio
O Al-Ahed é proprietário do Estádio Al-Ahed em Beirute. Localizado perto do Aeroporto Internacional de Beirute, o terreno possui capacidade para 2000 pessoas. O clube usa seu estádio somente para treinos. Para os jogos em casa, o Al-Ahed usa vários outros estádios no Líbano, como o Estádio Olímpico da Cidade Esportiva Camille Chamoun e o Estádio Internacional de Sídon, já que estes possuem uma capacidade maior.
Em 2018, em um discurso, o então primeiro-ministro de Israel, Benjamin Netanyahu, acusou o Hezbollah de usar o estádio do Al-Ahed como depósito de mísseis. Ambos o secretário-geral da Federação Libanesa de Futebol e o Ministro das Relações Exteriores do Líbano negaram as acusações.

## Torcida

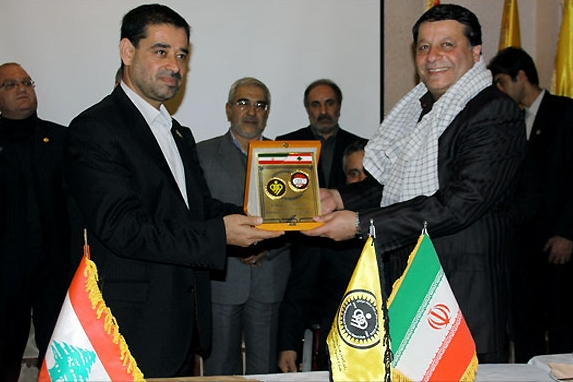
O secretário geral do Al-Ahed (esquerda) e o presidente do Sepahan (direita) em 2009

A maior parte da torcida do Al-Ahed se concentra na comunidade xiita do Líbano. O clube possui laços estreitos com o grupo Hezbollah, com quem compartilha a mesma cor, o amarelo. Desde 2018, o clube possui um grupo de ultras chamado Inferno Amarelo.
Em 28 de janeiro de 2009, o Al-Ahed e o clube iraniano Sepahan assinaram um acordo informal de parceria. Em 8 de março de 2021, este acordo tornou-se oficial, envolvendo sessões conjuntas de treino e amistosos entre as duas equipes.

## Rivalidades

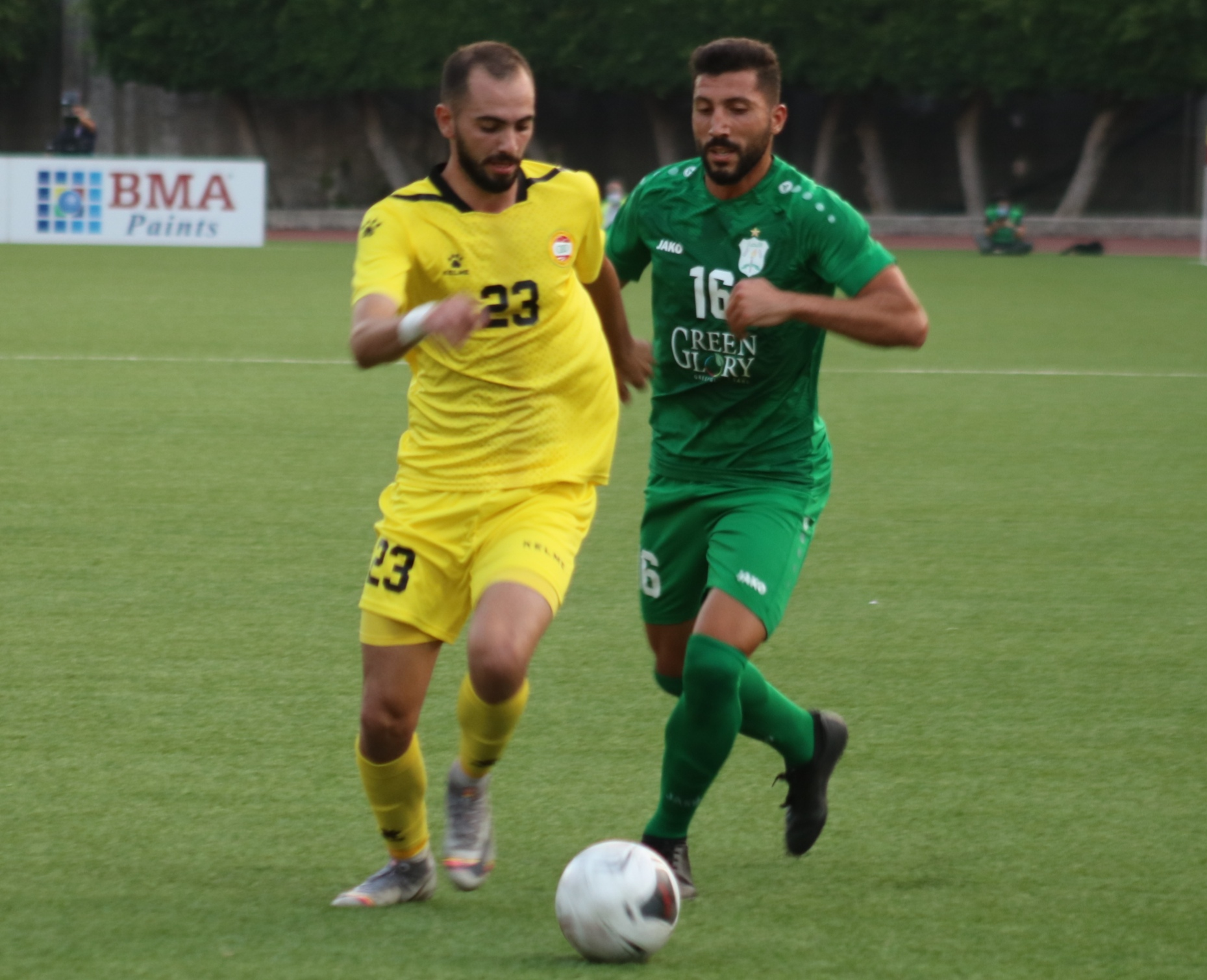
Partida entre o Al-Ahed (esquerda) e Al-Ansar (direita) pela Primeira Liga do Líbano de 2020-21

O Al-Ahed e o Al-Ansar são fortes rivais; o Al-Ansar, também sediado em Beirute, possui ligações com a família Hariri, proeminente na política nacional e oposição ao Hezbollah, grupo apoiado pelo Al-Ahed. Nos últimos anos, o Nejmeh, outra equipe sediada na capital do Líbano, também desenvolveu uma forte rivalidade com o Al-Ahed. O Nejmeh é a equipe mais popular do país, e tensões entre as duas equipes têm forçado a federação a mudar o local da partida várias vezes.

## Títulos

### Domésticos
- Primeira Liga do Líbano
  - Campeão (7): 2007-08, 2009-10, 2010-11, 2014-15, 2016-17, 2017-18 e 2018-19

- Copa do Líbano
  - Campeão (6): 2003-04, 2004-05, 2008-09, 2010-11, 2017-18 e 2018-19
  - Vice-campeão (3): 2001-02, 2006-07 e 2015-16

- Copa Elite do Líbano
  - Campeão (5): 2008, 2010, 2011, 2013 e 2015
  - Vice-campeão (6): 2002, 2003, 2004, 2009, 2012 e 2017

- Copa da Federação do Líbano
  - Campeão (1): 2004

- Super Copa do Líbano
  - Campeão (8): 2005, 2008, 2010, 2011, 2015, 2017, 2018 e 2019
  - Vice-campeão (2): 2004 e 2009

### Continental
- Copa da AFC
  - Campeão (1): 2019